# Kalínina (Apsheronsk, Krasnodar)
Kalínina (en ruso: Кали́нина) es un jútor del raión de Apsheronsk del krai de Krasnodar, en Rusia. Está situado en las vertientes septentrionales del Cáucaso Occidental, en la orilla izquierda del Psheja, afluente del Bélaya, de la cuenca del Kubán, 5 km al norte del centro Apsheronsk y 82 km al sureste de Krasnodar, la capital del krai. Tenía 1 122 habitantes
Pertenece al municipio Kubánskoye.